# Ducat d'El Infantado
El ducat d'El Infantado és un títol nobiliari espanyol.
Els Reis Catòlics van concedir l'any 1475 el títol a Diego Hurtado de Mendoza y Figueroa, que tenia llavors els títols de marquès de Santillana i comte del Real de Manzanares, a més d'altres títols i senyories. A partir de la concessió del ducat, l'hereu va quedar associat al títol de Santillana. El 1520 se li va atorgar la grandesa d'Espanya al seu net i tercer duc, Diego Hurtado de Mendoza y Luna. El 1633 va passar als Díaz de Vivar, comtes del Cid, i el 1686 als Silva, ducs de Pastrana, el 1770 als Álvarez de Toledo, marquesos de Tavara. El 1841 s'integrà a la Casa d'Osuna, a causa de la mort de Pedro de Alcántara Álvarez de Toledo, tretzè titular de ducat, i l'heretà el duc d'Osuna, juntament amb la resta de títols i patrimoni associat. El 1885 el ducat va recaure en Andrés Arteaga-Lazcano y Silva, marquès de Valmediano.
| Núm. | Nom                                              | Període   | Relació               |
| ---- | ------------------------------------------------ | --------- | --------------------- |
| 1    | Diego Hurtado de Mendoza y Figueroa              | 1475-1479 | Primer titular        |
| 2    | Íñigo López de Mendoza                           | 1479-1500 | Fill de l'anterior    |
| 3    | Diego Hurtado de Mendoza y Luna                  | 1500-1531 | Fill de l'anterior    |
| 4    | Íñigo López de Mendoza                           | 1531-1566 | Fill de l'anterior    |
| 5    | Íñigo López de Mendoza                           | 1566-1601 | Net de l'anterior     |
| 6    | Ana de Mendoza                                   | 1601-1633 | Filla de l'anterior   |
| 7    | Rodrigo Díaz de Vivar de Mendoza                 | 1633-1657 | Net de l'anterior     |
| 8    | Catalina de Mendoza                              | 1657-1686 | Germana de l'anterior |
| 9    | Gregorio Silva y Mendoza                         | 1686-1693 | Fill de l'anterior    |
| 10   | Juan de Dios Silva y Mendoza                     | 1693-1737 | Fill de l'anterior    |
| 11   | María Francisca Silva y Mendoza                  | 1737-1770 | Filla de l'anterior   |
| 12   | Pedro de Alcántara Álvarez de Toledo y Mendoza   | 1770-1790 | Fill de l'anterior    |
| 13   | Pedro de Alcántara Álvarez de Toledo y Salm-Salm | 1790-1841 | Fill de l'anterior    |
| 14   | Pedro de Alcántara Téllez-Girón y Beaufort       | 1841-1845 | Nebot de l'anterior   |
| 15   | Mariano Téllez-Girón y Beaufort                  | 1845-1883 | Germà de l'anterior   |
| 16   | Andrés Avelino de Arteaga Lazcano y Silva        | 1883-1912 | Nebot de l'anterior   |
| 17   | Joaquín Ignacio de Arteaga y Echagüe             | 1912-1951 | Fill de l'anterior    |
| 18   | Íñigo de Arteaga y Falguera                      | 1951-1997 | Fill de l'anterior    |
| 19   | Íñigo de Arteaga y Martín                        | 1997-2018 | Fill de l'anterior    |
| 20   | Almudena de Arteaga y del Alcázar                | 2018-Act. | Filla de l'anterior   |